# Shudder
Shudder é um serviço pago de streaming estadunidense focado em títulos de terror, thriller e sobrenatural, de propriedade e operado pela AMC Networks.

## Distribuição
O Shudder começou com um teste beta apenas para convidados nos Estados Unidos no verão de 2015. Em outubro de 2016, o serviço estava totalmente fora da fase beta e se expandiu para o Canadá, o Reino Unido e a Irlanda.
O Shudder está disponível em dispositivos Android e Apple, dispositivos Amazon Fire, Android TV, Apple TV, Roku, Xbox One, Chromecast, bem como assinatura via Prime Video em assinaturas mensais ou anuais. Também esteve disponível como parte do pacote combo VRV de agosto de 2017 a julho de 2019.
Nos Estados Unidos, a assinatura mensal atualmente custa US$ 5,99 por mês, enquanto em outros países o preço é ajustado de acordo com a moeda local.
Em 16 de agosto de 2020, o Shudder estendeu suas operações para Austrália e Nova Zelândia.

## Conteúdo
Em outubro de 2016, Aja Romano, escrevendo para o Vox, observou que o Shudder tinha mais de 500 filmes de terror contra seu concorrente mais próximo, Screambox, com apenas 400. Romano disse que o Shudder tinha uma "seleção impressionante de filmes de alta qualidade". Charlie Lyne, escrevendo para o The Guardian, observou que a versão britânica levava cerca de 200 filmes. Os curadores Sam Zimmerman e Colin Geddes ofereceram categorias como "Urban Decay", "Slashics" e "Not Your Ordinary Bloodsucker",  que dividem a biblioteca em subcategorias específicas. Zimmerman trabalhou anteriormente em Fangoria e Shock Til You Drop enquanto Geddes foi anteriormente um programador de cinema do Festival Internacional de Cinema de Toronto.
No final de 2016, o Shudder começou a ter seu próprio conteúdo exclusivo, com a estreia de 31 de Rob Zombie duas semanas antes do lançamento em DVD e da remasterização em 4K de Phantasm de Don Coscarelli. Em março de 2017, estreou a versão completa de 109 minutos sem censura de The Devils. Esta é a primeira vez desde o lançamento do filme em 1971 que a versão sem censura está disponível nos Estados Unidos.  Em junho de 2017, foi anunciada uma lista completa de séries originais em desenvolvimento, incluindo Riprore, do diretor Patty Jenkins, e uma adaptação do romance de Emily Schultz, The Blondes. Em 2018, o Shudder continuou a lançar filmes e séries exclusivos e originais, incluindo Mayhem, estrelado por Steven Yeun e Samara Weaving, Downrange, dirigido por Ryuhei Kitamura, Revenge, a série Channel Zero do Syfy e etc.
Em julho de 2018, o Shudder organizou um evento ao vivo de 24 horas com o lendário apresentador de terror Joe Bob Briggs intitulado The Last Drive-in with Joe Bob Briggs, durante o qual os fãs puderam assistir a filmes como Tourist Trap e Sleepaway Camp com os comentários de Joe Bob incluído em todos. Durante a estreia, os servidores do Shudder travaram como resultado de um número esmagador de assinantes tentando acessar o novo recurso de transmissão ao vivo do serviço. Apesar dos erros do servidor, a série foi aclamada pela crítica e pelos fãs de terror. Pouco depois da maratona, foi anunciado que Briggs voltaria para eventos adicionais em 2018 e 2019. Em 20 de julho, o serviço anunciou nas redes sociais que a série foi renovada para uma temporada completa de 9 episódios. Após o sucesso com a 1ª temporada, uma segunda temporada foi confirmada em 22 de maio de 2019.

Desde 23 de janeiro de 2020, o Shudder distribuiu The Dead Lands, uma série sobrenatural com tema Māori ambientada na Nova Zelândia pré-contato, que foi produzida em conjunto pela AMC e pela emissora pública neozelandesa TVNZ. O Shudder distribuiu a série nos Estados Unidos, Canadá, Reino Unido e Irlanda, enquanto a TVNZ On Demand tem direitos de distribuição para a Nova Zelândia.